# 少年梦冒险
《少年梦冒险》是一款由Atlus制作、南梦宫发行的清版射击类游戏。本游戏于1988年9月27日在日本地区FC游戏机发行。
在游戏发行之时，可以供双人游戏的冒险类游戏非常罕见。本游戏是仅有几个使用南梦宫163声波芯片的FC游戏。同时也是仅有几个使用FC中八声道的游戏。
游戏中共有5个章节。当玩家完成第三个章节之后，游戏的难度一下子增高。